# Riedmatten und Schiftunger Bruch
Riedmatten und Schiftunger Bruch este o arie protejată (sit de importanță comunitară — SCI, arie de protecție specială avifaunistică — SPA) din Germania întinsă pe o suprafață de 375,08 ha, integral pe uscat.

## Localizare
Centrul sitului Riedmatten und Schiftunger Bruch este situat la coordonatele 48°46′14″N 8°06′32″E / 48.7706°N 8.1089°E.

## Înființare
Situl Riedmatten und Schiftunger Bruch a fost declarat arie de protecție specială avifaunistică în noiembrie 2007 pentru a proteja 15 specii de animale. Situl a fost protejat și ca sit de importanță comunitară în noiembrie 2007.

## Biodiversitate
Situată în ecoregiunea continentală, aria protejată nu include niciun habitat protejat.
La baza desemnării sitului se află mai multe specii protejate de  păsări (15): pescăruș albastru (Alcedo atthis), barză albă (Ciconia ciconia ciconia), erete de stuf (Circus aeruginosus), erete vânăt (Circus cyaneus), porumbel de scorbură (Columba oenas), prepeliță (Coturnix coturnix), cristeiul de câmp (Crex crex), șoimul rândunelelor (Falco subbuteo), becațină comună (Gallinago gallinago), sfrâncioc roșiatic (Lanius collurio), sfrâncioc mare (Lanius excubitor excubitor), Numenius arquata arquata, mărăcinar (Saxicola rubetra), mărăcinar negru (Saxicola torquatus), nagâț (Vanellus vanellus).